# Modisimus elongatus
Modisimus elongatus is een spinnensoort uit de familie trilspinnen (Pholcidae). De soort komt voor in Cuba. 